# Rompelmoes
m
Rompelmoes is de tweede EP van Gerard Cox. Het is een vastlegging van zijn liedjes die hij samen met zijn toenmalige pianist Jan Willem ten Broeke maakte. 

## Muziek
| Nr. | Titel                         | Duur |
| --- | ----------------------------- | ---- |
| 1.  | Langharig                     |      |
| 2.  | 't Hoeft allemaal niet zo erg |      |

| Nr. | Titel         | Duur |
| --- | ------------- | ---- |
| 1.  | Dodemansplaat |      |
| 2.  | Rompelmoes    |      |